# 君が好き (Mr.Childrenの曲)
『君が好き』（きみがすき）は、日本のバンド・Mr.Childrenの22枚目のシングル。2002年1月1日にトイズファクトリーより発売された。

## 概要
通常盤のみの1形態で発売。元日の火曜日に発売された。前作同様、約2か月の短期間で発売されたシングル。アートディレクターは信藤三雄。

## チャート成績
オリコンチャートでは9thシングル『シーソーゲーム 〜勇敢な恋の歌〜』以来で自己最高記録タイとなる3週連続1位（合算週を含む）を獲得した。2002年度のオリコン年間シングルランキングで12位にランクインし、15thシングル『終わりなき旅』（1998年度年間順位19位）以来4年ぶりにTOP20入りを果たした。初週30.6万枚、累計売上は51.3万枚。

## 収録曲
| 全作詞・作曲: 桜井和寿、全編曲: 小林武史 & Mr.Children。 |                    |          |            |      |
| #                                                        | タイトル           | 作詞     | 作曲・編曲 | 時間 |
| 1.                                                       | 「君が好き」       | 桜井和寿 | 桜井和寿   | 4:31 |
| 2.                                                       | 「さよなら2001年」 | 桜井和寿 | 桜井和寿   | 6:27 |
| 合計時間:                                                | 合計時間:          | 10:58    |            |      |

## 楽曲解説
1. 君が好き
  - フジテレビ系ドラマ『アンティーク 〜西洋骨董洋菓子店〜』挿入歌[1]。
  - 前作『youthful days』よりも先にレコーディングされた楽曲であり[2]、「君が好き」という言葉は仮歌の段階からあったという。
  - 2000年から2001年にかけて行われたアリーナツアー『Mr.Children Concert Tour Q 2000-2001』中に完成した曲[3]。
  - イントロ部分は先に小林が制作し、残りはレコーディング中に仕上げていったとのこと[2]。
  - ミュージック・ビデオは病気の治療（というより延命）のために病院内の隣同士の部屋に隔離され、お互いに恋心を抱くもガラス越しにしか触れ合う事の出来ない男女を、彼らを哀れんだ桜井が不思議な力を使って解き放ち、初めて直接触れ合えた男女が病院の外に出たところで全てを見届けた桜井和寿が他のメンバーの乗る車に入る、というものである。監督は丹下紘希が務め、窪塚洋介と伴杏里が出演している。ミュージック・ビデオは2012年5月10日発売のベスト・アルバム『Mr.Children 2001-2005 <micro>』の初回限定盤、2018年3月21日発売のライブ・ビデオ『Mr.Children DOME & STADIUM TOUR 2017 Thanksgiving 25』に収録されている。
  - 本曲のミュージック・ビデオは『MTV Video Music Awards Japan』で第一回「最優秀ビデオ賞／Best Video of the Year」を受賞。また、授賞式では「overture」とともに「蘇生」が披露された。
  - 2021年12月24日に1週間限定でMr.ChildrenのYoutube公式チャンネルで公開された『誰も得しないラジオ(仮)SP』にて本曲のスタジオライブ映像が公開された[4]。
2. さよなら2001年
  - スタジアムツアー『Mr.Children CONCERT TOUR POPSAURUS 2001』の沖縄公演に行く飛行機に乗る前に歌詞とメロディーが完成したという。当初は発売日（1月1日）に因み、松任谷由実の「A HAPPY NEW YEAR」のカバーをカップリング曲として収めるためレコーディングもされたが、上手くいかずボツになったために本楽曲が制作された。
  - アメリカ同時多発テロを意識して作られた曲であり、桜井によると、「A HAPPY NEW YEAR」をカバーしようとしたのは、歌詞中の「今年もいいことがありますように」が皮肉にも、わかりやすい祈りにも聴こえるからとのこと。

## テレビ出演
| 番組名                   | 日付           | 放送局     | 演奏曲                   |
| ------------------------ | -------------- | ---------- | ------------------------ |
| ミュージックステーション | 2001年12月28日 | テレビ朝日 | youthful days 君が好き   |
| ミュージックステーション | 2002年1月18日  | テレビ朝日 | 君が好き                 |
| COUNT DOWN TV            | 2002年1月26日  | TBS        | 君が好き                 |
| HEY!HEY!HEY! MUSIC CHAMP | 2002年2月4日   | フジテレビ | 君が好き                 |
| うたばん                 | 2002年2月14日  | TBS        | 君が好き                 |
| FUN                      | 2002年5月10日  | 日本テレビ | 君が好き 蘇生 ファスナー |
| ミュージック・カクテル   | 2002年5月16日  | NHK総合    | 君が好き                 |

## ライブ映像作品
君が好き
| 作品名                                                     |
| ---------------------------------------------------------- |
| wonederful world on DEC 21                                 |
| MR.CHILDREN DOME TOUR 2005 "I ♥ U" 〜FINAL IN TOKYO DOME〜 |
| Mr.Children STADIUM TOUR 2011 SENSE -in the field-         |

## 収録アルバム
- 『IT'S A WONDERFUL WORLD』 (#1)
- 『Mr.Children 2001-2005 <micro>』 (#1)
- 『Mr.Children 1992-2002 Thanksgiving 25』 (#1)
- 『B-SIDE』 (#2)